# Priskos van Panion

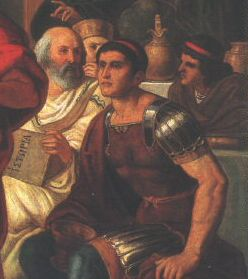
Priskos met zijn boek in de hand aan het hof van Attila de Hun (detail uit het Feest van Attila door Mór Than, 1870)

Priskos van Panion (Grieks: Πρίσκος Πανίτης; Latijn: Priscus Panoniensis of Panita) (ca. 410/20 - in of na 474) was een Oost-Romeins historicus uit de 5e eeuw. Zijn Griekstalige werk, slechts in fragmenten overgeleverd, vormt een waardevolle bron van informatie over de periode 434-471, met onder meer een beschrijving van zijn ontmoeting met Attila de Hun.

## Leven
Voor het reconstrueren van Priskos's leven zijn we voornamelijk aangewezen op de Souda en op wat valt af te leiden uit zijn geschiedwerk. Hij kwam uit de Thrakische stad Panion (nu in de provincie Istanboel) en stond bekend als een retoricus, wat er waarschijnlijk op wijst dat hij als jurist actief was (volgens de Souda schreef hij naast geschiedenis ook speeches en brieven). Hij had duidelijk een uitstekende opleiding genoten (letteren, retoriek, waarschijnlijk recht) en beheerste naast het Grieks ook Latijn.
Priskos bewoog zich in de hoogste hofkringen en had toegang tot informatie die hem in staat stelde zijn geschiedenis te schrijven. Onder de keizers Theodosios II en Markianos nam hij in het gevolg van generaal Maximinos deel aan verschillende diplomatieke missies, hoewel uit de formulering niet blijkt dat dit in een officiële hoedanigheid was. Het bekendst is Priskos' bezoek aan de Hunnen in 449, maar daarna reisde hij ook naar Rome (450), Damascus, Alexandrië en Thebaida (452-453). Na de dood van Maximinos trad Priskos in 456 in dienst van meester der ambten Eufemios, vermoedelijk als juridisch adviseur (assessor). Zo'n functie kwam normaal toe aan de senatorenstand, zodat verondersteld kan worden dat Priskos een vir spectabilis was.

## Werk
Na zijn afscheid van de actieve dienst moet Priskos begonnen zijn met het schrijven van zijn geschiedwerk over de eigen tijd. De Souda omschrijft het als een Byzantijnse geschiedenis (Ἱστορία Βυζαντιακή), maar dit kan niet de titel zijn geweest, aangezien de toen gangbare term nog gewoon 'Romeinen' was. Het naar verluidt achtdelige werk is grotendeels verloren, behoudens soms omvangrijke fragmenten die zijn aangehaald bij Jordanes en andere auteurs. De oudste fragmenten gaan over de machtsovername door Attila en Bleda (433-434), de jongste situeren zich in 471, zodat vermoed kan worden dat hij gestopt is bij de dood van Anthemius (472) of Leo I (474) of zelfs bij de usurpatie van Basiliskos (476).
De behouden fragmenten suggereren dat Priskos vooral over de buitenlandse politiek schreef, al kan dit ook gewoon de belangstelling van de latere compilatoren reflecteren. In elk geval besteedde hij veel aandacht aan de Hunnen en de Perzen. Hij had de typische classicistische stijl van de late oudheid, waardoor de Hunnen (en soms Goten) anachronistisch worden aangeduid als Skythen en de Perzische Sassaniden als Parthen. Nog een kenmerk van die stijl is dat hij vaak teruggrijpt naar klassieke auteurs als Herodotos en Thoukydides om eigentijdse scènes te beschrijven. Deze mimesis is bijvoorbeeld te vinden waar hij de belegering van Naissos door de Hunnen weergeeft in de woorden waarmee Thoukydides over Plataiai verhaalde. Deze aanpak, die ten aanzien van de toenmalige lezers de paideia van de auteur moest demonstreren, heeft onder moderne historici enige scepsis teweeg gebracht over het waarheidsgehalte van Priskos' relaas. Verdere analyse heeft echter aangetoond dat dit niet moet worden overdreven en dat Priskos zijn ontleningen oordeelkundig selecteerde. Hij was een scherp observator en bood overwegend betrouwbare informatie. Zijn secularisme, dat geen ruimte laat voor goddelijke causatie, is een ander gevolg van zijn classicisme. Het laat dus niet toe om te concluderen dat Priskos een heiden was in een christelijke tijd, al kan dat evenmin worden uitgesloten.

## Ontmoeting met Attila
In het zog van Maximinos reisde Priskos in de zomer van 449 naar het hof van Attila, volgens zijn beschrijving gelegen tussen de rivieren Tisza, Timiş en Körös, dus in de streek Arad van het huidige Roemenië. Hij trof er een tentenstad aan waarbinnen zich een houten paleis verhief, omringd door een hoge palissade met torens. Ze ontmoetten Attila verschillende keren, onder andere tijdens een feestmaal waarbij de Oost-Romeinse gezanten op respectabele afstand van de heerser geplaatst werden. Ondanks de aanwezigheid van gouden vaatwerk toonde Attila zich van een berekende soberheid door uit een houten bord te eten. Ook zijn eten en zijn kledij waren niet luxueus. Priskos schetst hem als een somber en bijgelovig man, maar een fijn diplomaat met gevoel voor humor. Hij bewonderde de houten constructies van de Hunnen en de vloertapijten in het paleis van Attila's hoofdvrouw Arykan. Voorts was hij getroffen door een ontmoeting met een Griek die de leefwijze van de Hunnen verkoos. Hij was acht jaar voordien als koopman gevangen bij de inname van Viminacium en als slaaf geschonken aan Attila's minister Onegesius. Na zijn vrijlating had hij besloten bij de Hunnen te blijven en zich als hen te kleden. Priskos vertelt dat hoe hij in debat ging met zijn landgenoot over de verschillen in levenskwaliteit en gerechtigheid tussen het keizerrijk en de barbaren.

## Invloed en doorwerking
Ondanks het teloorgaan van het grootste deel van zijn werk blijft Priskos een van de belangrijkste bronnen over de late oudheid. Zijn geschiedwerk is onder andere gebruikt door Evagrios Scholastikos en Jordanes (mogelijk via de verloren Gotengeschiedenis van Cassiodorus) en ook door Prokopios van Caesarea. De historicus Malchos begon mogelijk zijn werk waar Priskos stopte. Het materiaal van Priskos is bewaard bij elf andere auteurs, geen van hen tijdgenoten.

## Uitgaven
- Pia Carolla (red.), Priscus Panita. Excerpta et fragmenta, 2008, ISBN 9783110201383.
Standaardeditie met Griekse tekst en Latijnse inleiding en toelichting.
- Roger C. Blockley (red.), The Fragmentary Classicising Historians of the Later Roman Empire, 2 dln., 1981-83
Lange tijd de standaardeditie, met een afwijkende fragmentnummering. Griekse tekst in het eerste deel en Engelse vertaling in het tweede.
- Fritz Bornman (red.), Prisci Panitae Fragmenta, 1979, ISBN 8800851002.
Griekse tekst met Latijnse passages en Italiaanse vertaling.
- Karl Müller (red.), Priscus Panites, in: Fragmenta historicorum Graecorum, 1851, p. 69-110.
Griekse tekst van de voornaamste fragmenten met een Latijnse inleiding en vertaling.

## Vertalingen
- John Given, The Fragmentary History of Priscus. Attila, the Huns and the Roman Empire, AD 430-476, 2014.
Ingeleide Engelse vertaling van alle fragmenten op basis van de editie van Pia Carolla.
- Colin Gordon, The Age of Attila. Fifth-Century Byzantium and the Barbarians, 1960.
Engelse vertaling van de voornaamste fragmenten, verspreid tussen die van andere historici.
- Ernst Doblhofer, Byzantinische Diplomaten und östliche Barbaren. Aus den Excerpta de legationibus des Konstantinos Porphyrogennetos ausgewählte Abschnitte des Priskos und Menander Protektor (= Byzantinische Geschichtsschreiber, nr. 4), 1955.
Duitse vertaling van de voornaamste fragmenten.

## Voetnoten
1. ↑  Klaus Meister, Thukydides als Vorbild der Historiker. Von der Antike bis zur Gegenwart, 2013, p. 93 e.v.
2. ↑  John Given, The Fragmentary History of Priscus. Attila, the Huns and the Roman Empire, AD 430-476, 2014, p. XX
3. ↑  John Given, The Fragmentary History of Priscus. Attila, the Huns and the Roman Empire, AD 430-476, 2014, p. XXI e.v.

- Bibsys: 10016039
- Bibliothèque nationale de France: cb11985590w (data)
- Gemeinsame Normdatei: 100537723
- International Standard Name Identifier: 0000 0003 7511 4507
- Library of Congress Control Number: n84080832
- Nationale Bibliotheek van Tsjechië: jo2007376790
- Nationale Bibliotheek van Israël: 987007266758205171
- Nederlandse Thesaurus van Auteursnamen: 07004886X
- Réseau des bibliothèques de Suisse occidentale: 02-A003712604
- Istituto Centrale per il Catalogo Unico: SBLV279174
- LIBRIS: 315893
- Système universitaire de documentation: 027916138
- Virtual International Authority File: 214797458